# Stan de Jong
Stan de Jong (1963) is een Nederlandse journalist, publicist en scenarioschrijver.

## Loopbaan
Na een studie rechten aan de Universiteit Utrecht begon hij in 1991 als freelancer voor diverse onderwijsbladen en publiceerde hij onder meer in NRC Handelsblad, Intermediair, Sum en Trouw. Tevens was hij columnist bij Havana, het periodiek van de Hogeschool van Amsterdam. 
In 1998 stond hij met anderen aan de wieg van het nieuwe economisch weekblad FEM/De Week (inmiddels FEM Business geheten). In 1999 stapte hij over naar HP/De Tijd. Daar was De Jong aanvankelijk politiek verslaggever. Later richtte hij zich op onderzoeksjournalistiek. De Jong verwierf bekendheid door zijn artikelenserie over de Deventer moordzaak (later verwerkt in een boek) en onderzoeksverhalen over de moord op Pim Fortuyn.
In 2005 werkte hij bij Column Producties als scenarioschrijver en eindredacteur aan een documentaire over de moord op Theo van Gogh. De documentaire Prettig Weekend Ondanks Alles werd op 2 november 2005 uitgezonden door BNN en gepresenteerd door Katja Schuurman. Naar aanleiding van de documentaire werden in de Tweede Kamer vragen gesteld over het functioneren van de AIVD. De documentaire was ook te zien op het Nederlands Film Festival.
Van 2006 tot 2010 werkte hij als misdaadjournalist bij Nieuwe Revu. In 2009 verscheen het boek De Club van Dollars - hoe de weduwe Endstra en andere BN'ers werden opgelicht, en in 2010 De Italiaanse maffia in Nederland, beide geschreven samen met Koen Voskuil.
In oktober 2011 publiceerde hij - ook met Voskuil - de eerste biografie van Neelie Kroes. Het boek belandde in de Bestseller Top 60 en bevatte diverse onthullingen, zoals het feit dat Kroes prins Bernhard van Lippe-Biesterfeld naar voren had geschoven in een lobby voor fregatten en vliegtuigen met de Arabische Emiraten. Dit was een schending van de afspraken die Bernhard na de Lockheed-affaire had gemaakt met het kabinet-Den Uyl. De prins moest toen beloven al zijn zakelijke activiteiten te staken. Ook de onthulling dat Eurocommissaris Neelie Kroes meerdere astrologen en waarzeggers had geraadpleegd, baarde opzien.
De Jong treedt geregeld op als deskundige voor RTV Noord-Holland, BNN Today en BNR.
In september 2014 publiceerde hij een (geautoriseerde) biografie van strafpleiter Theo Hiddema bij uitgeverij Meulenhoff.

## Trivia
Voor zijn boek Maffiaparadijs had De Jong samen met co-auteur Koen Voskuil contact met Italiaanse maffialeden die actief zijn rond de Amsterdamse grachten. Door de aandacht die de maffia door het boek krijgt hoopt het schrijversduo dat de maffia meer onder de radar uitkomt.